# Hiromi Hayakawa
Marla Hiromi Hayakawa Salas (Prefectura de Fukuoka, Japón, 19 de octubre de 1982 - Ciudad de México, 27 de septiembre de 2017), conocida como Hiromi Hayakawa (早川 博美 Hayakawa Hiromi?) fue una actriz, actriz de voz y cantante mexicana de origen japonés. Se dio a conocer en 2004 como participante de la tercera generación de La Academia de TV Azteca. El 27 de septiembre del 2017 falleció por complicaciones en el parto, en el que también falleció su hija a quién llamaría Julieta.

## Biografía
Hiromi Hayakawa nació en la prefectura de Fukuoka, Japón, hija de Alfonso Javier Hayakawa (de origen japonés) y Lourdes Elsa Salas. A la edad de dos años y medio, Hiromi y sus padres regresaron a México para instalarse en la ciudad de Torreón, Coahuila. Su gran interés por expresar sus cualidades artísticas la llevó a integrarse a las obras de teatro de su universidad, tales como El diluvio que viene, José, el soñador, Los hijos del Edén y Qué plantón. Además, también estudió ingeniería industrial y de sistemas.

## Carrera
En 2004, logró ingresar como participante al reality show musical de Televisión Azteca La Academia, formando parte de la tercera generación. Hiromi fue la expulsada N° 12, obteniendo el 7° lugar en la competencia. 
Teniendo ya a los cinco finalistas, la producción del reality decidió incluir a un sexto finalista. Hiromi, Ricardo y Dulce fueron los aspirantes seleccionados por ser los últimos tres expulsados, pero al final Dulce logró el puesto.

## Vida privada
En 2004, cuando participaba en La Academia, tuvo un noviazgo con su excompañero de generación Carlos Rivera.

## Fallecimiento
En 2017, confirmó el embarazo de su primera hija con su esposo, Fernando Santana, con el cual había contraído matrimonio en enero del mismo año. El 26 de septiembre de 2017, Hiromi Hayakawa fue llevada de urgencia a un hospital y se descubrió que sangraba mucho en el hígado. Se hicieron esfuerzos para salvar a la niña, de nombre Julieta, pero murió alrededor de las 23:00, Hiromi murió a las 11:19 de la mañana del día siguiente por una hemorragia hepática. Tenía 34 años de edad. El 28 de septiembre de 2017, Hiromi y su hija Julieta fueron cremadas, y las cenizas permanecerán en la Ciudad de México con su esposo. Hiromi es la primera participante de La Academia en fallecer.

## Filmografía

### Televisión
- La Academia (2004)
- Segunda oportunidad (2010)

### Series y telenovelas
- El Chema - Lucy Li (2016-2017)
- La vida es una canción
- Lo que callamos las mujeres
- A cada quien su santo

### Teatro
- Las monjas cambian de hábitos
- Cenicienta, un sueño de amor musical (2006)
- Hairspray - Penny Pinglenton
- Despertando en primavera - Wendla Bergmann
- Vaselina - Licha
- Hércules: el musical
- Aladino: el musical
- Peter Pan - Peter Pan
- 12 princesas en pugna - Mulan
- Avenida Q - Nochebuena (2008)
- Mentiras: el musical (2010-2017) - Daniela, Dulce, Yuri, Lupita, Emmanuel, Manoella y Marisela
- Bule, bule: el show (2015/2017) - Mary Lee
- Eres bueno, Charlie Brown (2015) - Lucy
- Verdad o Reto: el musical (2016-2017) - Macarena, Alejandra y Chiquitere

### Doblaje
Series de televisión
- My Babysitter's a Vampire - Sarah (Vanessa Morgan)
- Programa de talentos - Jeanne / Vanessa (Vanessa Morgan)
- Glee - Sugar Motta (Vanessa Lengies)
- Melrose Place - Abby Douglas (Elena Satine)
- El club del globo verde - Lily Rose
- Zeke y Luther - Cherlene
- Sunny, entre estrellas - Payton

Cine
- Alicia a través del espejo - Alicia (2016)
- Into the woods - Cenicienta (2014)
- Mi niñera es una vampira: La película - Sarah (2010)
- Harriet The Spy: Blog Wars - Marion Hawthorne (2010)
- Geek Charming - Hannah
- Los Muppets - Recepcionista de Miss Piggy (2011)
- Prom (Fin de curso) - Nova (2011)
- En la boda de mi hermana - Joan (2010)
- Alicia en el país de las maravillas - Alicia (2010)
- Skyrunners - Julie Gunn (2009)
- Mi falso prometido - Courtney (2009)
- Cita a ciegas - Voces adicionales

Películas animadas
- Brave (Valiente) - Princesa Mérida
- Gnomeo y Julieta - Julieta
- Monster High - Draculaura
- Barbie: El secreto de las hadas - Taylor
- Barbie: Moda mágica en París - Delphine
- Barbie y las tres mosqueteras - Invitada 1
- Los fantasmas de Scrooge - Martha Cratchit
- Lorax. En busca de la trúfula perdida - Voces adicionales
- Barbie: Escuela de Princesas - Isla
- Barbie en una aventura de sirenas - Sirena Destino
- Barbie: La princesa y la estrella de pop - Barbie / Estrella de pop Keira
- Cars 2 - Voces adicionales
- My Little Pony: Equestria Girls - Rainbow Rocks - Sonata Dusk

Series animadas/Anime
- Pokémon - Catleya (Caitlin en inglés y en Hispanoamérica por el anime, カトレア Katorea en japonés) / voces adicionales (temporada 15)
- Jungla sobre ruedas - Zooter
- Barbie: Life in the Dreamhouse - Teresa (desde la segunda temporada)
- Futurama - Voces adicionales
- Fimbles - Pom
- El Principito - Linéa
- Twinkle Toes - Prett Tall
- Stitch - Ángel
- Wibbly Pig - Scruffy pig
- Telly Tales - Narradora
- Pearly - Ópalo
- Grojband - Mina Beff
- Los 7E - Reina Delicia
- Goldie y Osito - Goldie
- Ever After High - Bunny Blanc, Ginger Breadhouse (un episodio)
- ZooMoo - Fluffy